# 浦野匡彦

浦野匡彦

浦野 匡彦（うらの まさひこ、1910年〈明治43年〉9月16日 - 1986年〈昭和61年〉12月2日）は、元二松學舍大学理事長・学長、日本遺族会副会長、全国社会福祉協議会評議員・理事。故郷・群馬県では「上毛かるた」の生みの親として知られている。

## 生涯

### 生い立ち
群馬県吾妻郡長野原町林に、浦野安・倶子の六男として生まれる。浦野家の先祖は、大戸城主・浦野真楽斎の次男・浦野左衛門尉村信であるという。浦野家は代々大乗院住職・王城山（みこしろやま）神社別当を世襲し、その墓所には初代村信の墓という「御塚」（長野原町指定文化財）が所在する。
父・安は地元の小学校校長を務めたのち東京法学院（現・中央大学）を卒業して大蔵省主計局に勤務し、帰郷後は長野原町長などの公職に就任、神職としても群馬県皇典講究所理事、全国神職会群馬県代表などを務めた。
匡彦は地元の長野原尋常高等小学校で学び、小学校のころから父の代役として地域の会合への出席や年始の挨拶回りを務めた。1924年（大正13年）旧制前橋中学校（現・群馬県立前橋高等学校）に入学し、寄宿舎に入った。在学中は弁論部に所属し、1927年（昭和2年）桐生高等工業学校主催近県中等学校弁論大会では「我大地に住まん」と題する弁論で優勝し、翌年にも優勝を飾っている。旧制高等学校への進学を希望するが受験に失敗。兄の勧めにより1929年（昭和4年）二松学舎専門学校（現・二松学舎大学）へ進学。入学時の成績は1番であった。当初は同校に落ち着くつもりはなかったようだが、校長・山田準と吉田増蔵が草津温泉を訪れた道すがら、浦野家を訪問して漢詩を贈ったことに父が感激し、以後匡彦も同校で学問に専念した。在学中は雑誌『二松』の編集や二松斯文会の結成にも取り組んだ。

### 中国・満洲時代
1932年（昭和7年）3月、二松学舎専門学校を卒業。同年5月、外務省給費留学生（東方文化事業）として中国に留学。「王陽明を中心とする近世政治哲学の研究」を研究テーマとするが、日中関係の悪化から思うように進まず、福井康順が中心となって結成した大興学会で留学生同士の親睦・共同での勉強などを行った。この時期、北京人文科学研究所の橋川時雄に出会い、親しく交流して生涯にわたり影響を受けることとなる。1933年（昭和8年）5月には山東省、8月には山西省へ調査旅行に赴く。1934年（昭和9年）5月、北京よりも政治的に安定しており、多くの中国人学者も居住しているため研究するのに都合がよいと考え、満洲・奉天に居を移す。同地では日本人の先輩や学者から満洲国の役人になるよう勧められ、同年9月1日に満洲国外交部に官吏として採用、留学期間短縮願と論文を提出して留学生活を終えた。
満洲国外交部では当初、宣化司に配属される。1935年（昭和10年）2月3日、橋川時雄を媒酌人として、伊勢崎藩の家老を先祖に持つ菊池登美子と大連神社で結婚式を挙げる。同年5月から冀察政務委員会勤務となり天津に住む。通商司（局）勤務時代には中国人の立場から満洲国建設を考え意見を出したため上司から「使いづらい」と評され、自ら異動を希望したという。1939年（昭和14年）には満洲国政府の第1回高等文官試験に合格。1941年（昭和16年）からは首都警察庁経済保安課長となり、1944年（昭和19年）から駐北京満洲国大使館経済部長として赴任。1945年（昭和20年）の終戦を同地で迎え、1946年（昭和21年）4月29日、家族とともに佐世保に上陸、帰国を果たす。

### 戦争犠牲者援護に取り組む
北京総領事の連絡票を持ち群馬県庁を訪れると、当時の群馬県知事・北野重雄は満洲国経済部の官僚として旧知の間柄であり、戦争犠牲者援護の仕事を託されて6月に群馬県内務部嘱託となった。8月から恩賜財団同胞援護会群馬県支部常任幹事として戦没者遺族・未引揚未復員留守家族・戦災者の救済など広範囲の仕事に取り組むこととなる。戦争犠牲者援護事業の財源として、供給過剰であったサツマイモに着眼し、1946年（昭和21年）末から「はらから飴」を製造販売し事業を成功に導いた。
1947年（昭和22年）、子どもたちの郷土を愛する心を養うことを目的に、「上毛かるた」の制作に取り組む。浦野が考えたとされる句には「耶馬溪しのぐ吾妻峡」「白衣観音慈悲の御手」がある。1950年（昭和25年）に群馬文化協会が財団法人となり、以後終生理事長を務めた。
1951年（昭和26年）に群馬県社会福祉協議会が設立されると評議員に就任するとともに副会長や常務理事を務めた。全国社会福祉協議会においても1957年（昭和32年）から評議員を務め（終身）、理事や母子福祉委員長も兼ねた。
1953年（昭和28年）に財団法人日本遺族会が設立されると評議員に就任し、以後理事などを歴任して1959年（昭和54年）から死去までは副会長を務めていた。戦没者遺児記念館の建設にも尽力。1976年（昭和51年）には英霊にこたえる会の設立に取り組み、1980年（昭和55年）には副会長となった。首相・閣僚の靖国神社公式参拝運動のリーダーの一人でもあった。

### 二松学舎理事長
戦後の二松学舎再建の要請を国分三亥、山田準、那智佐典らから受けるものの、当時は本格的に取り組める状況ではなく、1947年（昭和22年）に二松学舎理事・評議員に選任されたが、1951年（昭和26年）に塩田良平理事長の退任に伴い理事については辞任した。1953年（昭和28年）には参議院議員となって母校の運営に関与しようと考え、第3回参議院議員通常選挙において群馬県から緑風会公認で立候補したが落選した。
1955年（昭和30年）、松浦理事長の乱脈経営に対し教職員・学生が立ち上がり学園紛争となったため（衆議院文教委員会で審議される事態にまで拡大する）、大学の危機に臨んで浦野は母校の経営に本格的に関与することとなる。同年9月の理事会で1票差で松浦理事長を解任すると那智を学長兼理事長に選任した。しかし那智は高齢であり、山積している問題は容易には解決に向かわなかったため、1957年（昭和32年）4月、浦野が常任理事に就任して大学の再建に本格的に取り組むこととなり、問題を解決に導いていった。1962年（昭和37年）4月、那智が高齢を理由に理事長を退任すると、その後継理事長に選任され、浦野は那智が兼任していた学長職については文学部長・加藤常賢に任せることとした。理事長としては校舎の新築・増築のほか、吉田茂元首相の舎長就任や、二松學舍大学附属沼南高等学校（現・二松學舍大学附属柏中学校・高等学校）の設立などを実現した。1975年（昭和50年）加藤学長が退任すると学長も兼務した。
1976年（昭和51年）藍綬褒章受章。1983年（昭和58年）勲二等瑞宝章受章。
1986年（昭和61年）11月28日、二松学舎長に推戴された。同年12月2日、胆道閉塞症により死去。死没日をもって正四位に叙される。二松学舎葬は12月22日、九段会館で営まれた。また翌年1月28日にも前橋市民文化会館で合同葬が行われた。墓所は前橋市の亀泉霊園。

## 人物
- 財団法人群馬文化協会理事長の西片恭子は長女[41]。恭子の夫は建設省官僚・足利工業大学教授・西片守[16]。
- 三女の夫は大蔵官僚・保田博[16]。
- ヘビースモーカーで一日にタバコ60本位吸ったという[4]。